# Vikaren (film fra 2007)
 For alternative betydninger, se Vikaren. (Se også artikler, som begynder med Vikaren)
Vikaren er en dansk science fiction-spillefilm fra 2007, der er instrueret af Ole Bornedal og har Paprika Steen i hovedrollen.

## Handling
Et væsen fra en anden planet ankommer til Jorden for at finde ud af, hvad kærlighed er. Det har i fjernsynet set en forfatter, der har skrevet en bog om at kærligheden er Universets stærkeste kraft. Forfatteren har en søn Carl og har for kort tiden siden mistet sin kone i en trafikulykke. Carl tænker meget på sin afdøde mor. Væsenet tager form som en kvinde og får arbejde som vikar for Carls klasse. Væsenet/vikaren kan manipulere sine omgivelser så godt, at alle tror at hun er et rigtigt menneske, men Carl får mistanke om, at hun er noget andet, end hvad hun giver sig ud for.

## Medvirkende
- Paprika Steen – vikaren Ulla Harms
- Ulrich Thomsen – Forfatteren og Carls far
- Jonas Wandschneider – Carl
- Sofie Gråbøl – Carls mor
- Ulf Pilgaard – undervisningsministeren (replikant)
- Holger Juul Hansen – Fortæller